# Distretto di Nakaseke
Il distretto di Nakaseke è un distretto dell'Uganda, situato nella Regione centrale.